# Prionodonta
Prionodonta là một chi bướm đêm thuộc họ Geometridae.